# Alabastron

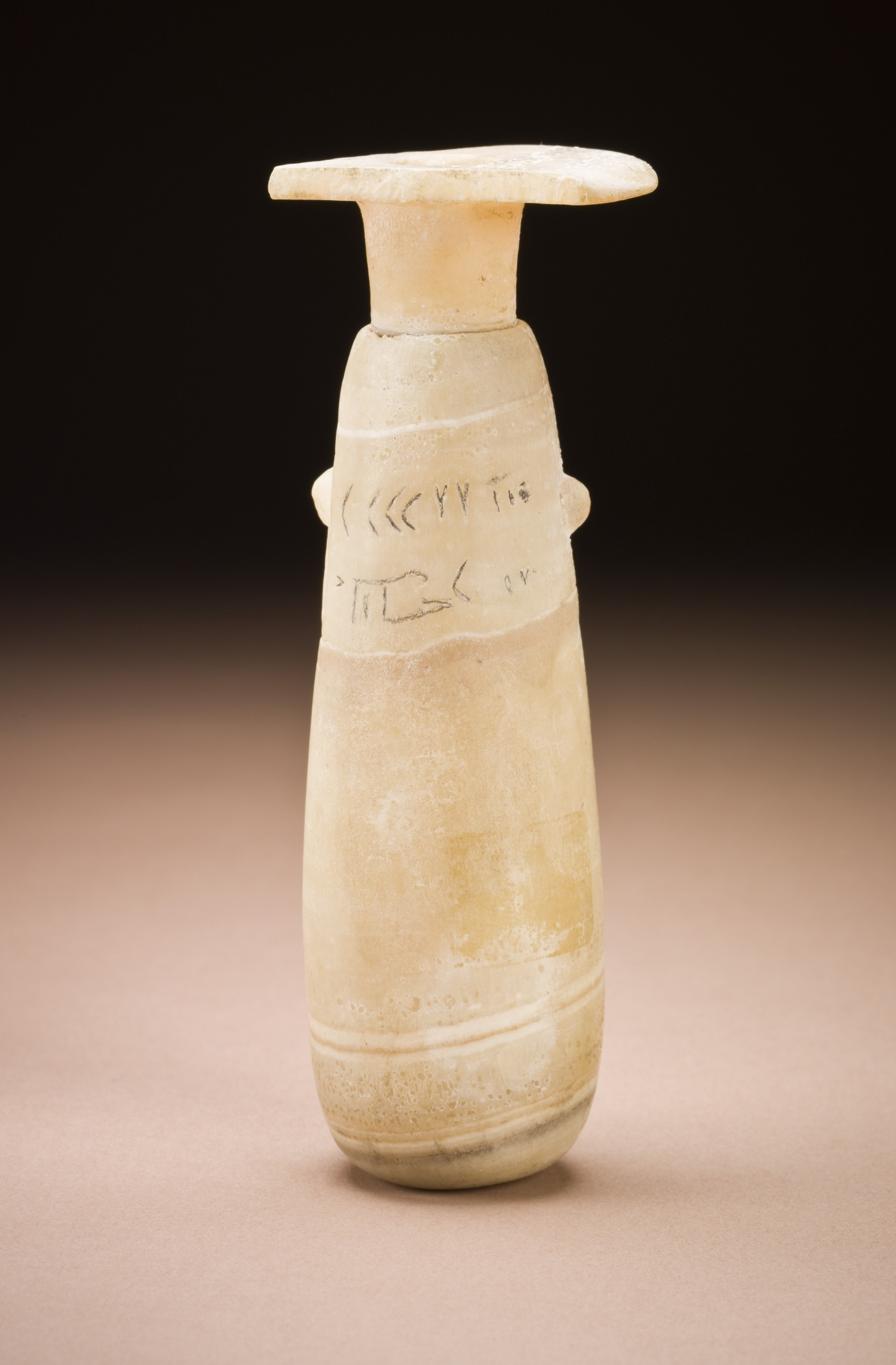
Egipski alabastron (VII-VI w. p.n.e.)

Alabastron (stgr. ἀλάβαστρον) – starożytne naczynie toaletowe w kształcie cylindrycznej, gruszkowatej buteleczki ze spłaszczonym wylewem, na którym rozcierano pachnidła (wonne olejki). 
Forma naczynia znana i używana w starożytnym Egipcie i Grecji oraz na Bliskim Wschodzie. Nazwę swą zawdzięcza materiałowi, z którego pierwotnie je wytwarzano, tj. z alabastru; później alabastrony wyrabiano również z gliny lub szkła. Zwykle miały zaoblone dno i dwa uszka do zawieszania. Często ozdabiane były malowidłami, rzadziej rzeźbione.